# Leni Riefenstahl
Berta Helene Amalie "Leni" Riefenstahl (født 22. august 1902, død 8. september 2003) var en tysk skuespillerinde, danserinde, filmfotograf og instruktør, mest kendt for at producere nationalsocialistisk propaganda inden og under 2. verdenskrig som Adolf Hitlers chefinstruktør. Hun instruerede bl.a. propagandafilmen Triumph des Willens, der af nogle betragtes som den bedste propagandafilm nogensinde. Hendes karriere sluttede brat efter 2. verdenskrig, fordi hendes arbejde for nazisterne og hendes nære venskab med Hitler og Joseph Goebbels var kompromitterende. Hun blev ikke kendt skyldig i krigsforbrydelser.
Hun beundres som pioner inden for udviklingen af den filmiske æstetik. Trods propagandaen i hendes film bliver hendes filmkunst betragtet som enestående, og hun beundres især for den måde, hun skildrer den menneskelige til tider nøgne krop.

## Biografi

### Fra danser til propagandafilminstruktør
Riefenstahl blev født i Prinz-Eugen-Strasse 9 i arbejderbydelen Wedding i Berlin. Hendes far solgte ventilations- og centralvarmeanlæg og var ret velstående, men så autoritær, at hun måtte bryde med ham for at kunne realisere sine mål. Hun begyndte som varietédanserinde, da hun var omkring 20 og blev som den jævnaldrende Marlene Dietrich ansat hos Berlins teaterkonge Max Reinhardt. Dietrich jog hende væk fra Filmstudio i Babelsberg under indspilningen af Den blå engel; Dietrich ville ikke have en af sine rivalinder hængende. Efter at have opgivet dansekarrieren pga. et skadet knæ, fik Riefenstahl en aften øje på en biografplakat og så filmen Berg des Schicksals (= Skæbnens bjerg), der gjorde et kolossalt indtryk på hende. Den tilhørte genren, "bjergfilm"; en type actiondrama i alpelandskaber med hårrejsende klatrescener, uvejr, redningsaktioner og et kærlighedsdrama; som regel mellem to mænd om den samme kvinde. Den rolle ville Riefenstahl have; i 1925 havde hun deltaget i en kort scene som danserinde i dokumentaren Wege zu Kraft und Schönheit (= Veje til kraft og skønhed), hvor også den norske kongefamilie deltog på ski. "Bjergfilmene" blev optaget on location, og stuntmænd var ukendte. Skuespillerne måtte selv klare det hele, og Riefenstahls knæskade hindrede hende ikke i at opsøge regissøren af Berg des Schicksals, Arnold Fanck, og overtale ham til prøveindspilning med hende. Allerede året efter, 1926, havde hun den kvindelige hovedrolle i Der heilige Berg (= Det hellige bjerg), som blev en stor succes. Her klatrede hun barfodet over svimlende afgrunde, lynede udtryksfuldt med øjnene og udstrålende en både frisk og naturlig og aristokratisk tysk skønhed. 
Især i stumfilm blev hun filmstjerne og en sensation i det blomstrende tyske filmmiljø under Weimarrepublikken. F.W. Murnau ønskede hende som Gretchen i sin filmatisering af Faust; men Riefenstahl holdt sig til actiondrama. I 1929 kom verdenssuccessen Die weisse Hölle von Piz Palü (= Det hvide helvede i Piz Palü [som er en bjergtop i Engadinerbjergene]). Her samarbejdede Arnold Fanck med Georg Wilhelm Pabst, og successen førte til et tilbud fra Josef von Sternberg, der allerede havde fået Marlene Dietrich lokket til Hollywood, og betragtede Riefenstahl som hendes "absolutte modsætning", der også fandtes roller til; men Riefenstahl afslog under påskud af, at der var en mand i Tyskland, hun ikke kunne forlade. Mere sandsynligt er det, at hun havde fået smag for at komme bag kameraet og regissere, samt klippe enkeltscener til. Det var gået i det tyske filmmiljø, men ville ikke være muligt i Hollywood. 
I 1932 kom svendestykket Das Blaue Licht, hvor produktion, regi og klip var Riefenstahls, der også selv spillede hovedrollen. Igen en "bjergfilm", der fik stor succes og vandt bl.a. sølvmedalje ved filmfestivalen i Venedig. Filmteknisk var den cutting edge. Hitler så filmen og erklærede begejstret, at frk. Riefenstahl var den tyske idealkvinde. Det var begyndelsen på ti års rygter om, at de to skulle have et hemmeligt forhold. De mødtes da også snart bagefter. Hun så ham tale i Sportpalast i Berlin og blev "revet med af stemningen". Som privatmand slog Hitler hende som sympatisk og beskeden. "Når vi kommer til magten, må De lave vore film!" sagde han entusiastisk. Joseph Goebbels skrev et sted i sine dagbøger: "Af alle vore stjerner er Riefenstahl den eneste, som virkelig forstår os." Men da den 90-årige Riefenstahl lod sig interviewe af Ray Müller til Die Macht der Bilder (= Billedernes magt), protesterede hun rasende: "Vi mødtes praktisk talt aldrig! Jeg var aldrig på Schwanenwerder [hvor Goebbels boede]! Det er kun onde løgne!" 

### Filmene om de store partisamlinger –Sieg des Glaubens, Triumph des Willens
I august 1933 blev hun tilbudt at lave en propagandafilm om den femte partisamling i Nürnberg. Der Sieg des Glaubens (= Troens sejr) fik premiere i december 1933, men blev pga. Röhm-kuppet taget af plakaten kort efter. SA havde spillet en stor rolle i denne film. Ved kuppet blev de vigtigste SA-ledere skudt. SA eksisterede fortsat, men havde stort set udspillet sin rolle og var blevet betydningsløs. Fører for det "nye" SA blev Viktor Lutze. Der Sieg des Glaubens var ikke så god som Riefenstahls senere produktioner, og de nazistiske afdelinger heller ikke så øvede, som de senere blev. Filmen blev en slags prøveklud for både Riefenstahl og den nazistiske organisation.
Gennem venskabet med den radikale antisemit Julius Streicher kunne hun i 1934 slippe af med en gæld, hun havde til en tidligere medproducent af jødisk afstamning.
Hun fik nu også tilbudt at lave en film om nazipartiets sjette samling. Denne gang var hun bedre forberedt, og filmen blev et bevis på hendes evner. Triumph des Willens (= Viljens triumf) er en af de mest veludførte propagandaproduktioner nogensinde.
Efter i syv måneder at have klippet og redigeret de hundrede timers råmateriale, hvor hun ofte benyttede helt nye og selvopfundne teknikker, fik den fire timer lange film premiere i marts 1935 i Ufa-Palast i Berlin med Hitler som tilskuer. Ud over en perfektionistisk koreografi af de nazistiske partisoldater fik Riefenstahl med filmiske virkemidler føreren til ikke bare at virke fysisk stor, men også til at fylde på en subtil og snedig måde. Føreren er overalt uden at trænge sig for meget på og hele tiden omgivet af trofaste uniformerede soldater uden nogen form for individualitet, men blot del af en større masse, underlagt førerens nådige og alfaderlige beskyttelse og vilje. Selviscenesættelsen af partiet NSDAP bliver i denne film perfekt udført, og publikum begejstres.
"Jeg oplevede det sådan, at budskabet fra Nürnberg i 1934 handlede om arbejde til alle og om fred," forklarede Riefenstahl henved 60 år senere. Og ser man godt efter, er det helt korrekt. Eksercits sker med spader, ikke med gevær. Men et fredsbudskab behøver ikke al den marcheren; og der er heller ikke meget pacifistisk over "blodfaneceremonien", hvor kraft overføres ved at berøre den blodplettede fane fra "Ølkælderkuppet" i 1923. Riefenstahl var aldrig partimedlem. Angiveligt læste hun dele af Mein Kampf og skal have diskuteret sin uenighed med Hitler. Nazikunsten bedømte hun som "kitsch". Om sit arbejde med at fremstille Hitler så fordelagtigt som muligt, forklarede hun: "Jeg ville gøre et godt arbejde. Hvis jeg skulle lave en film om frugt eller grøntsager, havde jeg gjort det på nøjagtig samme måde." 

### Filmene om OL i 1936
De olympiske lege i Berlin i 1936 var en fremragende mulighed for det unge Tyskland til at promovere sig selv. I Olympia skulle Riefenstahl nu prøve en ny form for filmgenre, hvor hun ikke selv kunne instruere aktørerne; og gav selv en gæsteoptræden som den ene i trioen af nøgne idealkvinder, som i filmens åbningsscene illustrerer de evige, klassiske værdier. Hun fik 170 medarbejdere til sin rådighed og et lån på 1,2 millioner Reichsmark fra Goebbels. Hendes indflydelse var så stor, at hun fik lov til at vælge den idrætsmand, der løb den sidste etape ind på stadion for at tænde den olympiske ild. Hun valgte Fritz Schilgen, som aldrig vandt noget løb af betydning, men havde det rigtige udseende og nærmest svævede, når han løb. Hun fik optaget 400 km film, som hun helt alene klippede ned til to spillefilm; et arbejde, der tog hende to år. Den enkeltdeltager, hun viede mest opmærksomhed, var sprinteren Jesse Owens. Filmteknisk var optagelserne banebrydende; klassisk er maraton-finalen, hvor musik, klippeteknik og billeder formidler, hvad et maratonløb udsætter kroppen for. Ser man nøje efter ved udspring, kan man se, at nogle springere er klippet baglæns - for at opnå den rigtige rytme. 
Prologen til disse Olympia-film er den berømte scene med ruinerne af Akropolis i Athen og overblændingen til de antikke græske statuer, især Myrons Discobolus, for at ende i den levende atlet Erwin Huber i samme stilling som statuen. I 1956 satte amerikanske regissører den på listen over de ti bedste film nogensinde. 
Under OL havde Riefenstahl og amerikaneren Glenn Morris en hemmelig affære, der først blev afsløret i Riefenstahls erindringer, udgivet i Tyskland i 1987 og i USA i 1993. Her skriver hun, at Morris knuste hendes hjerte, da han vendte tilbage til USA efter OL og hurtigt giftede sig med sin kæreste fra college. Ellers er han kendt for sin rolle som Tarzan i filmen Tarzans hævn fra 1938. Affæren kom Riefenstahl til nytte, da hun opdagede, at hun ikke havde fået filmet Morris' sejr i 5.000-meter-løbet. Så betaget var Morris af hende, at han gik med til at løbe de 5 km om igen næste dag, så hun fik sin film. I Olympia ser man dette reprise-løb, og ikke selve løbet, Morris havde vundet dagen før. 
I oktober 1938 havde filmen premiere i Oslo. Riefenstahl var æresgæst og sad ved siden af kong Haakon 7. og kronprins Olav i biografen Colosseum. Der blev dødstille i salen, da den olympiske ild på vej fra Grækenland til Berlin kom til Tjekkoslovakiet. I et interview forsikrede hun, at hun "aldrig var gået på akkord med sin kunstneriske samvittighed".
Pga. sin succes med Olympia-filmene håbede hun nu på at komme til at lave film også i Hollywood. Hun blev da også inviteret derover, men uheldigvis for hende faldt hendes tur til Metro-Goldwyn-Mayer lige præcis sammen med krystalnatten i november 1938. Amerikanerne var rystede over udviklingen i Tyskland, og Hollywood vendte hende ryggen; men Henry Ford tog venligt imod hende i Detroit, og Walt Disney viste hende udkast til "Troldmandens lærling" i Fantasia. 
Ved krigens udbrud i 1939 blev kopierne af Olympia beslaglagt fra den tyske ambassade i London. De blev udleveret til den britiske hær, som klippede de nazistiske bidder væk, og benyttede scenerne med atletiske øvelser som instruktion under træning af britiske rekrutter.

## Under nazismen
I Tyskland forbød Goebbels i 1936 filmkritik. I stedet fik man Filmbeobachtung (= filmiagttagelse), så journalisterne kun måtte gengive filmens indhold, men ikke fælde nogen kunstnerisk eller ideologisk dom. På det tidspunkt var omkring 1.500 producenter, regissører, skuespillere og filmarbejdere da også emigreret, og flere tusinde underlagt erhvervsforbud. Tilbage stod man med opportunister og amatører - samt Leni Riefenstahl. I Berlin boede hun i en fornem villa i Heydenstrasse 30 i bydelen Dahlem; huset står endnu. Himmler boede i Dohnenstieg 10 i det samme nabolag. 
I 1939 tog Riefenstahl til Polen som krigskorrespondent, men mødet med krigens realiteter fik hende til at opgive og tage hjem igen. Der findes et foto af hende med ansigtet fortrukket af skræk og fortvivlelse, taget i den lille polske by Konskie, hvor hun 12. september tilfældigt blev vidne til, at tyske soldater skød og dræbte jøder på byens torv. General von Manstein bekræftede hændelsen. Riefenstahl selv benægtede at have overværet drabene, men påstod i stedet, at hun havde hørt om dem kort tid bagefter.
I 1940 påbegyndte hun indspilningen af Tiefland (= Lavland), der ikke blev distribueret før i 1954. Her spiller Riefenstahl sigøjnerpigen Martha, der forføres af en ond adelsmand. Selv påstod Riefenstahl, at alle de sigøjnere, hun havde benyttet som statister i filmen, havde overlevet holocaust, og at Tiefland var hendes måde at bede om undskyldning på, fordi hun havde involveret sig med nazismen. Men andre har hævdet, at Riefenstahl ikke blot vidste, at de fleste af statisterne ville blive dræbt efter indspilningen; men at hun også i enkelte tilfælde bidrog. Sigøjnerpigen Anna Krems, som var stand-in for Riefenstahl under filmoptagelserne, fortalte, at Riefenstahl havde spurgt hende, om hun ønskede sig noget, og Krems havde bedt om, at hendes to søskende og en bror i koncentrationslejr kunne blive overført til en mindre farlig opsamlingslejr. Riefenstahl svarede: "Kun en af dem." Børnenes mor blev tvunget til at foretage et pinefuldt valg. Hun bestemte sig for at redde sønnen, Matthias, som havde dårligt hjerte. Imidlertid blev han senere overført til Auschwitz, hvor han døde. En anden af statisterne, Rosa Winter, hentet fra opsamlingslejren Maxglan ved Salzburg og tvunget til at deltage i indspilningen, stak af, da hun hørte, at hendes mor var blevet sendt til lejren, og fandt sin mor på en politistation. En opbragt Riefenstahl ankom med en SS-officer og forlangte en undskyldning. Den ville Winter ikke give, og Riefenstahl sagde: "Så kan du komme i koncentrationslejr." Rosa Winter blev sendt til Ravensbrück nogle dage efter sin mor, men genfandt hende aldrig.  I 2002 påstod den 100-årige Riefenstahl, at hun havde genset alle filmens sigøjnere efter krigen, og at ingen af dem var kommet noget til. Denne påstand trak hun nu tilbage.

## Efterkrigstid
Sidste gang, Riefenstahl så Hitler, var ved sit bryllup med Peter Jacob 21. marts 1944. De blev skilt i 1946. Riefenstahl forlod Berlin tidligt i 1945 og blev fundet i sin treetages skihytte i Kitzbühel, hvor den jødiske-amerikanske forfatter Budd Schulberg fik æren af at arrestere tysk films førstedame. De to kørte så i åben jeep til Nürnberg, hvor hun skulle hjælpe ham med at identificere nazi-koryfæerne i sine filme, samt i fotoarkivet efter Hitlers fotograf Heinrich Hoffmann. Leni Riefenstahl Weeps at Losing Austrian Villa var overskriften i New York Times to uger efter Tysklands fald, over en artikel om, at hendes skihytte var blevet beslaglagt. "Men nogle af mine bedste venner er jøder!" skulle hun have råbt; og hun havde da også haft jødiske venner og kolleger, som hun droppede efter Hitlers magtovertagelse. "Jeg vidste ingenting!" sagde hun under afhøringen, men Schulberg greb hende snart i selvmodsigelser. Hun påstod endda, at hun blev tvunget til at lave propagandafilmene for ikke at blive sat i koncentrationslejr. "Men dem havde du jo aldrig hørt om," indvendte Schulberg. "Hvordan kunne du så være bange for dem?"
Hun blev dømt som medløber under afnazificeringsprocessen. Efter at amerikanerne løslod hende, blev hun sat fast af franskmændene, der flyttede hende til den franske zone, hvor hun endte op i det sønderbombede Breisach am Rhein. Arnold Fanck vendte hende ryggen, og hun og hendes mand boede under husarrest i Breisach og senere i Königsfeld i Schwarzwald. Til sidst blev Riefenstahl indespærret i et sindssygehus i Freiburg i tre måneder, før hun blev løsladt i august 1947. Men først i juli 1949 blev hun officielt erklæret som afnazifiseret af et fransk tribunal. Dette blev påklaget af det franske militærstyre, og sagen først lukket seks måneder senere, da hun in absentia blev erklæret som medløber. 
Efter krigen blev Leni Riefenstahls fortsatte karriere bremset effektivt af hendes arbejde for Nazi-Tyskland. Ingen ville have noget med hende at gøre. Injuriesøgsmål mod udgivelser, der forsøgte at knytte hende til Hitler eller holocaust, blev hendes vigtigste våben. Ofte endte sagerne med forlig og blev værdifulde indtægtskilder. Som 70-årig tog hun dykkercertifikat og blev tidernes ældste aktive filmskaber, da hendes sidste film, en undervandsdokumentar, havde premiere nogle dage før hun fyldte 100 år.
Gradvis fik hun genoprettet sit omdømme, især gennem sit arbejde med nuba-stammen i Sudan. Riefenstahl var den første udlænding, der fik et sudanesisk pas som tak for sin indsats for landet. I 2000 kom hun til skade ved en helikopterulykke i Sudan.
Viljens triumf regnes som et så mægtigt og suggererende stykke propaganda, at det stadig klassificeres som "forbeholdsfilm" af tysk filmcensur. Det kan dermed ikke sælges på DVD, men må bestilles til visning i undervisningsøjemed. 
Leni Riefenstahl døde i 2003 i en alder af 101 år.

## Filmografi som instruktør
- Das Blaue Licht (1932)
- Der Sieg des Glaubens (1933)
- Triumph des Willens (1934)
- Tag der Freiheit: Unsere Wehrmacht (1935)
- Olympia (Del 1 kendt som Fest der Völker, Del 2 som Fest der Schönheit, 1938)
- Tiefland (1954)
- Impressionen unter Wasser (2002)